# البرعة
البرعة هي إحدى الفنون الشعبية المنتشرة في   محافظة المهرة  باليمن ومحافظة ظفار بسلطنة عمان، وتتمثل في رقص وغناء. وقد أدرجت البرعة عام 2010 ضمن قائمة التراث الثقافي اللامادي للإنسانية.

## تأديتها
يؤدي فن البرعة شخصان و-هما يرتديان الدشداشة معًا-، يمسك كل واحد منهما خنجره باليد اليمنى، بينما تمسك يسراه بدشداشته ثابتة عند وسطه. وتكون الحركة عبارة عن قفزة قوية ترتفع فيها إحدى القدمين عن الأرض، ويتحرك المؤديان في حركة منسجمة، يتقدمان ويتقهقران بظهريهما، ويدور كل واحد منهما دورة كاملة حول نفسه، وفي لحظة واحدة يركعان معا مقابل الفرقة الموسيقية المصاحبة. ويمكن أن يؤدي هذا الفن اثنان أو حتى ستة.
وتتكون الفرقة الموسيقية من عازف على القصبة واثنان أو أكثر يضربون على طبل صغير يسمى الطبل المرواس، إلى جانب اثنين أو أكثر يضربون على طبل كبير يسمى طبل المهجر، وواحد يضرب على دف صغير ذي جلاجل.
وتؤدى «البرعة» في المناسبات الاجتماعية كالأعراس وغيرها، أما الأغاني فأغلبها غزلية أو تختص بغرض المدح.

## إشارات مرجعية
1. ↑  قائمة المأثورات التي أضيفت💮 عام 2010 نسخة محفوظة 24 نوفمبر 2010 على موقع واي باك مشين.